# ويلي رامو
ويلي رامو (5 يوليو 1925 – 2009) هو ملاكم من محمية سار راحل، مثّل بلاده في الألعاب الأولمبية الصيفية 1952.

## روابط خارجية
ويلي رامو على موقع أوليمبيديا (الإنجليزية)